# Злотово (Мазовецьке воєводство)
Злотово (пол. Złotowo) — село в Польщі, у гміні Шренськ Млавського повіту Мазовецького воєводства.
Населення — 193 особи (2011).
У 1975-1998 роках село належало до Цехановського воєводства.

## Демографія
Демографічна структура станом на 31 березня 2011 року:
|          | Загалом | Допрацездатний вік | Працездатний вік | Постпрацездатний вік |
| -------- | ------- | ------------------ | ---------------- | -------------------- |
| Чоловіки | 93      | 25                 | 58               | 10                   |
| Жінки    | 100     | 30                 | 53               | 17                   |
| Разом    | 193     | 55                 | 111              | 27                   |